# Sotorribas
Sotorribas és un municipi de la província de Conca, a la comunitat autònoma de Castella-La Manxa. Està format per les localitats de Collados, Pajares, Ribagorda, Ribatajada, Ribatajadilla, Sotos, Torrecilla i Villaseca.

## Demografia
| 1991 |  | 1996 |  | 2001 |  | 2004 |
| ---- |  | ---- |  | ---- |  | ---- |
| 1010 |  | 984  |  | 955  |  | 936  |